# Chromadorea

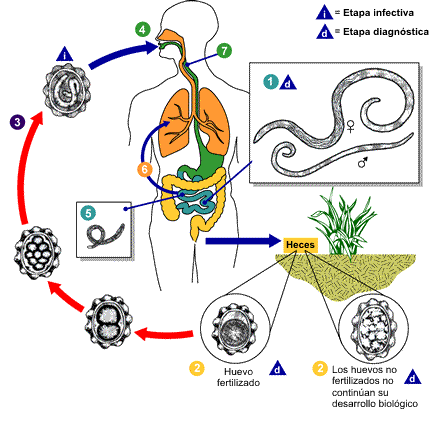
Жизненный цикл человеческой аскариды

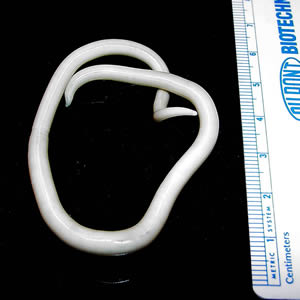
Человеческая аскарида Ascaris lumbricoides

Chromadorea (лат.) — класс нематод. Встречаются повсеместно. Около 18 000 видов. Образ жизни разнообразный, встречаются свободноживущие круглые черви (почвенные, пресноводные, морские), комменсалы и паразиты растений, животных и человека. Среди них человеческая аскарида. Кутикула кольчатая. Пищевод разделён на три отдела: тело, перешеек и бульбус (иногда цилиндрический). Дробление яйца билатеральное. Амфиды циркулярные или спиралевидные. Могут вызывать разнообразные заболевания: аскаридоз, стронгилоидоз, филяриатоз и другие. Золотистая картофельная нематода поражает картофель.

## Классификация
Более 2000 родов и около 18 000 видов. Таксономический статус некоторых включаемых в класс Chromadorea групп (Ascaridida, Spirurida, Tylenchida) дискутируется. По старым классификациям Chromadorea понимались в узком объёме (без Ascaridida, Spirurida, Tylenchida) и включались в ранге отряда Chromadorida Chitwood, 1933 в состав подкласа нематод Аденофореи, или афазмидиевые (Adenophorea, Aphasmidia Chitwood et Chitwood, 1933).
- Традиционные отряды[4]: Araeolaimida — Ascaridida — Benthimermithida — Chromadorida — Desmodorida — Desmoscolecida — Monhysterida — Oxyurida — Plectida — Rhabditida — Spirurida — Tylenchida

Ниже представлена современная классификация класса (Hodda, 2011):
- Подкласс Chromadoria Adamson 1987
  - Отряд Chromadorida Chitwood, 1933
  - Отряд Desmodorida De Coninck, 1965
  - Отряд Desmoscolecida Filipjev, 1929
  - Отряд Selachinematida Hodda, 2011
- Подкласс Plectia Hodda, 2007
  - Надотряд Monhysterica Hodda, 2007
    - Отряд Monhysterida Filipjev, 1929

  - Надотряд Plectica Hodda, 2007
    - Отряд Benthimermithida Tchesunov, 1997
    - Отряд Leptolaimida Hodda, 2007
    - Отряд Plectida Malakhov et al., 1982

  - Надотряд Rhabditica Hodda, 2007
    - Отряд Diplogasterida Inglis, 1983
    - Отряд Drilonematida Hodda, 2011
    - Отряд Panagrolaimida Hodda, 2007
      - Подотряд Tylenchina Chitwood, 1950 (или в Rhabditida)

    - Отряд Rhabditida Chitwood, 1933
    - Отряд Spirurida Railliet, 1914
      - Подотряд Ascaridina Inglis 1983
      - Подотряд Dracunculina Hodda 2007
      - Подотряд Oxyurina Railliet 1916
      - Подотряд Spirurina Railliet & Henry 1915

  - Надотряд Teratocephalica Hodda 2007 (или в Rhabditida)
    - Отряд Teratocephalida Goodey 1963